# Platyarthrus coronatus
Platyarthrus coronatus là một loài chân đều trong họ Platyarthridae. Loài này được Radu miêu tả khoa học năm 1960.